# Friedrich Popelak
Friedrich Popelak, též Fritz Popelak (24. prosince 1840 Brtnice – 11. září 1904 Jihlava), byl rakouský právník a politik německé národnosti z Moravy, poslanec Moravského zemského sněmu a starosta Jihlavy.

## Biografie
Pocházel z rodiny původně českého vrchnostenského úředníka na statcích knížete Collalta v Brtnici. Český tisk označoval Popelaka za odrodilce. Vystudoval gymnázium a absolvoval práva na Vídeňské univerzitě, kde získal titul doktora práv. Pak provozoval v Jihlavě advokátní praxi. Byl veřejně a politicky činný. Patřil mezi německé liberály. Od roku 1871 byl členem obecního výboru, od roku 1875 zasedal v obecní radě. Roku 1885 se stal náměstkem starosty a od roku 1887 do své smrti roku 1904 zastával post starosty Jihlavy. Za jeho působení v starostenském úřadu se vyhrocovalo národnostní soupeření mezi Němci a Čechy v Jihlavě. Město Jihlava mu roku 1890 udělilo čestné občanství. Od roku 1905 do roku 1919 bylo dnešní Štefánikovo náměstí v Jihlavě pojmenováno Dr.Fritz Popelakplatz. Roku 1899 získal Řád Františka Josefa (rytířský kříž). V letech 1871–1875 byl místopředsedou Mužského pěveckého spolku v Jihlavě, v letech 1873–1887 zasedal v okresní školské radě a roku 1887 byl i jejím předsedou.
Zapojil se i do vysoké politiky. V zemských volbách roku 1890 byl zvolen na Moravský zemský sněm, kde zastupoval kurii městskou, obvod Jihlava. Mandát zde obhájil i v zemských volbách roku 1896.
Patřil k německým liberálům (tzv. Ústavní strana, později Německá pokroková strana). V roce 1878 zastával funkci zapisovatele zemského volebního výboru Ústavní strany na Moravě.
Zemřel v září 1904 po dlouhé nemoci.